# Институт изучения Каталонии

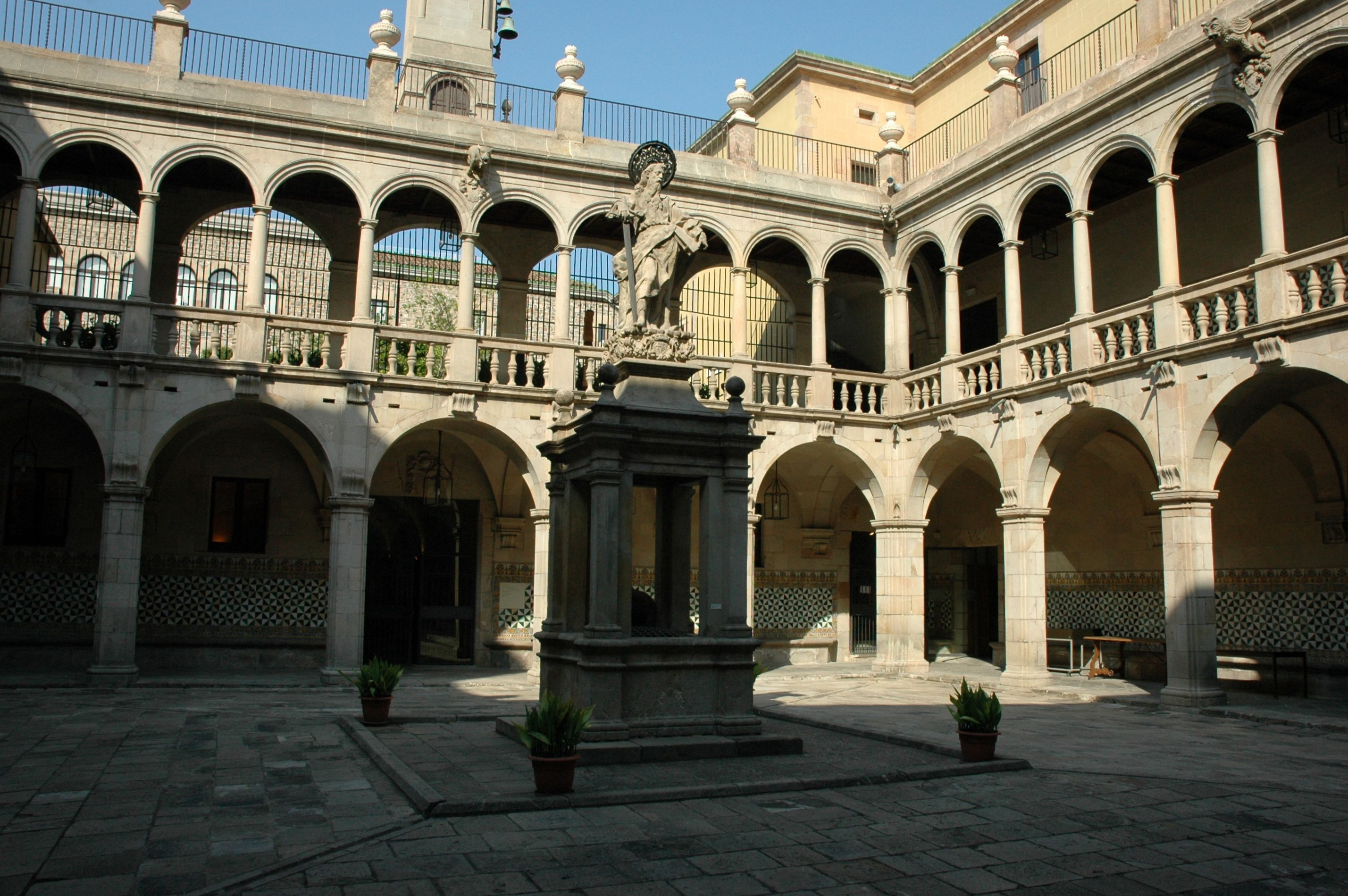

Институ́т катала́нских иссле́дований (кат. Institut d’Estudis Catalans, сокр. IEC) — академическое научно-исследовательское общество по изучению всех аспектов каталонской культуры и каталанского языка с центром в Барселоне. Расположен по адресу: la Casa de Convalescència, sito Calle del Carmen 47 (Barcelona).

## Общие сведения
Решение о создании Института было принято на Первом конгрессе каталонского языка в 1906 году. Основан 18 июня 1907 года по решению барселонского муниципалитета, и для работы в нём были привлечены специалисты-историки, филологи, литературоведы, археологи, искусствоведы и правоведы. С 1911 года Институтом стали изучаться такие направления, как каталанский язык, естественные науки, философия, этика и политика. В том же году появилась историко-археологическая секция Института, вобравшая в себя первоначальное «ядро» этого научного заведения. Параллельно ей стали существовать секция филологии и секция естествознания. Позднее, однако, деление на секции было устранено с тем, чтобы не вредить единству организации. Лишь в 1968 году была вновь выделена секция философии и социологии. В настоящее время в состав Института входят 28 дочерних научных обществ (историческое, юридическое, литургическое, иудаистики, сельскохозяйственное, естественной истории и др.), первые из которых появились ещё в 1913 году. IEC признаётся нормообразующим институтом во всех странах и регионах распространения каталанского языка: в городе Альгеро на острове Сардиния в Италии, Андорре, на Балеарских островах, в Валенсии, в департаменте Восточные Пиренеи во Франции и в Каталонии.
Начиная с 1907 года сотрудники Института провели огромную работу по изучению и упорядочению каталанского языка, приведению его в различных регионах к единой норме. В том же году началась каталогизация романской средневековой культуры Каталонии и Пиренеев (церквей, фресок, алтарных полотен и др.). В 1914 году в Барселоне Институтом была основана Библиотека Каталонии — крупнейшая научная библиотека Каталонии. Институт проводит многочисленные исследовательские работы в принадлежащих ему лабораториях на уровне крупнейших европейских академий, научные семинары по различной тематике, археологические раскопки, результаты которых можно увидеть в Археологическом музее Каталонии.
Институт выпускает целый ряд научных периодических изданий, в которых публикуются результаты проводимых им исследований: Ежегодник IEC (l’annuari de Institut d’Estudis Catalans), Сообщения филологической секции (Memòries de la Secció Filologica), Каталонские хроники (Croniques Catalanes), Каталония времён Каролингов (La Catalunya carolíngia), Флора Каталонии (La Flora de Catalunya), Фауна Каталонии (La Fauna de Catalunya), Каталонские фрески и настенная живопись (Les Pintures Murals Catalanes) и др.